# Ariadna Trias Jordán
Ariadna Trias Jordán (Girona, 27 d'abril de 1995) és una ciclista catalana. A mitjans del 2017 va fitxar per l'equip professional del Lointek.